# Sainte-Cécile (Indre)
Sainte-Cécile település Franciaországban, Indre megyében. Lakosainak száma 89 fő (2018. január 1.). Sainte-Cécile Parpeçay, Poulaines, Saint-Christophe-en-Bazelle és Sembleçay községekkel határos.

## Népesség
A település népessége az elmúlt években az alábbi módon változott:
| Lakosok száma | 163  | 139  | 110  | 90   | 99   | 108  | 94   | 96   | 91   | 89   |
|               | 1962 | 1968 | 1982 | 1990 | 1999 | 2008 | 2011 | 2013 | 2017 | 2018 |